# Ceder
 "Cedertræ" omdirigeres hertil. For materialet, se Cedertræ (materiale).
Ceder (Cedrus) er en lille slægt af høje, stedsegrønne nåletræer. De har oprette, tøndeformede kogler og nålene siddende i bundter à 15-20 stk. på vorteagtige kortskud. Her nævnes kun de arter, som dyrkes i Danmark, eller som har stor, kulturel betydning (Libanon-Ceder).
Slægtens systematik er genstand for nogen diskussion. Nogle regner kun med 2 arter (hvor Atlas-ceder så regnes som en varietet, C. libani var. atlantica, af Libanon-ceder), mens man især i ældre litteratur finder en 4. art, Cypern-ceder (C. brevifolia) der dog af de fleste regnes som en varietet, C. libani var. brevifolia, af Libanon-ceder.
| Arter |

- Atlas-Ceder (Cedrus atlantica)
- Himalaya-Ceder (Cedrus deodara)
- Libanon-Ceder (Cedrus libani)